# 2015年科技
2015年科學技術領域所發生的一些重要事件。

## 重大獎項

### 諾貝爾獎
- 物理學：梶田隆章、阿瑟·麥克唐納
- 化學：托马斯·林达尔 - 保罗·莫德里奇 - 阿齐兹·桑贾尔
- 醫學：威廉·塞西爾·坎貝爾、大村智、屠呦呦
- 文學：斯維拉娜·亞歷塞維奇
- 和平：突尼西亞全國對話四方集團
- 經濟學：安格斯·迪頓